# Perdita aridella
Perdita aridella är en biart som beskrevs av Timberlake 1960. Perdita aridella ingår i släktet Perdita och familjen grävbin. Inga underarter finns listade i Catalogue of Life.

## Bildgalleri

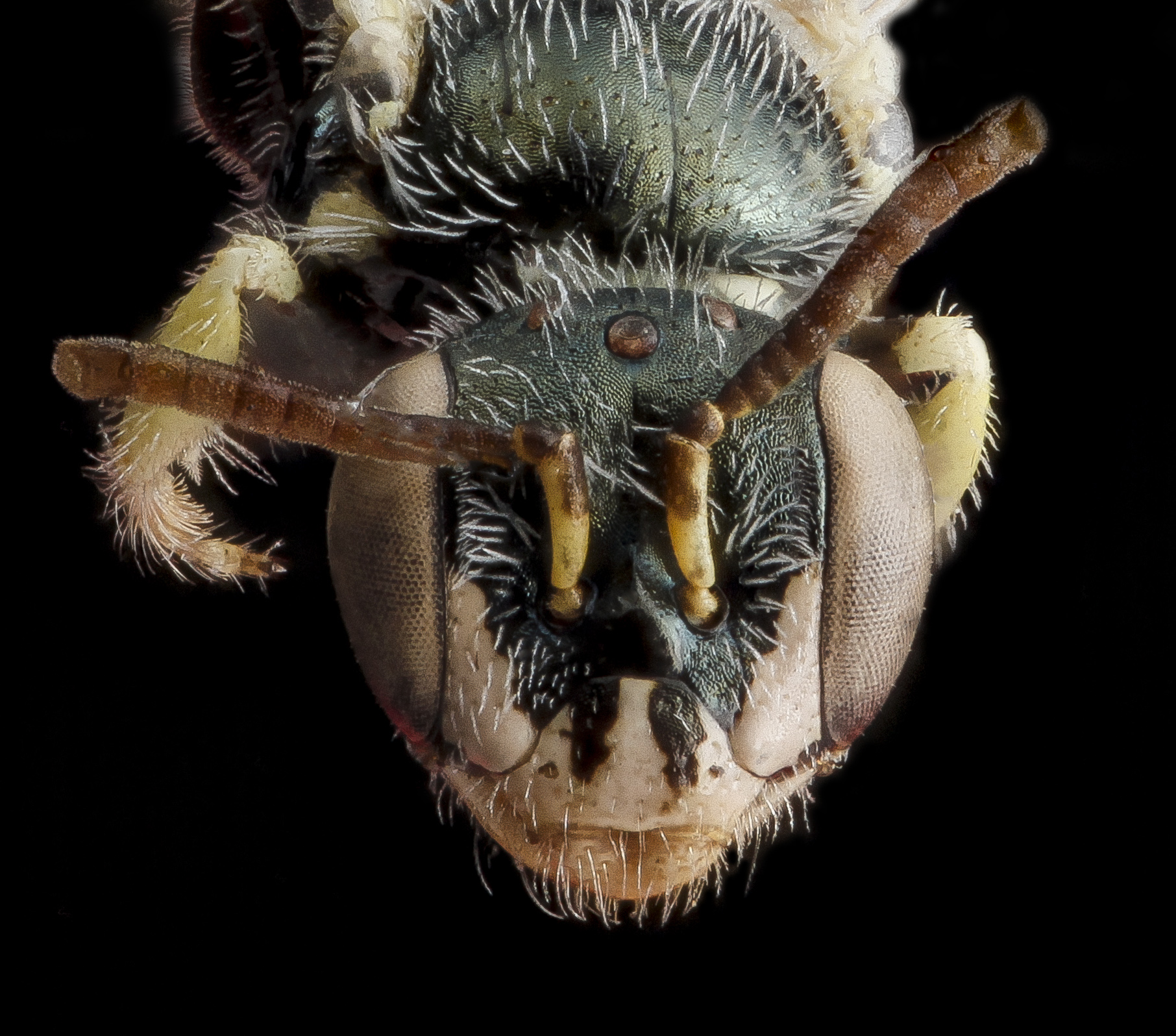
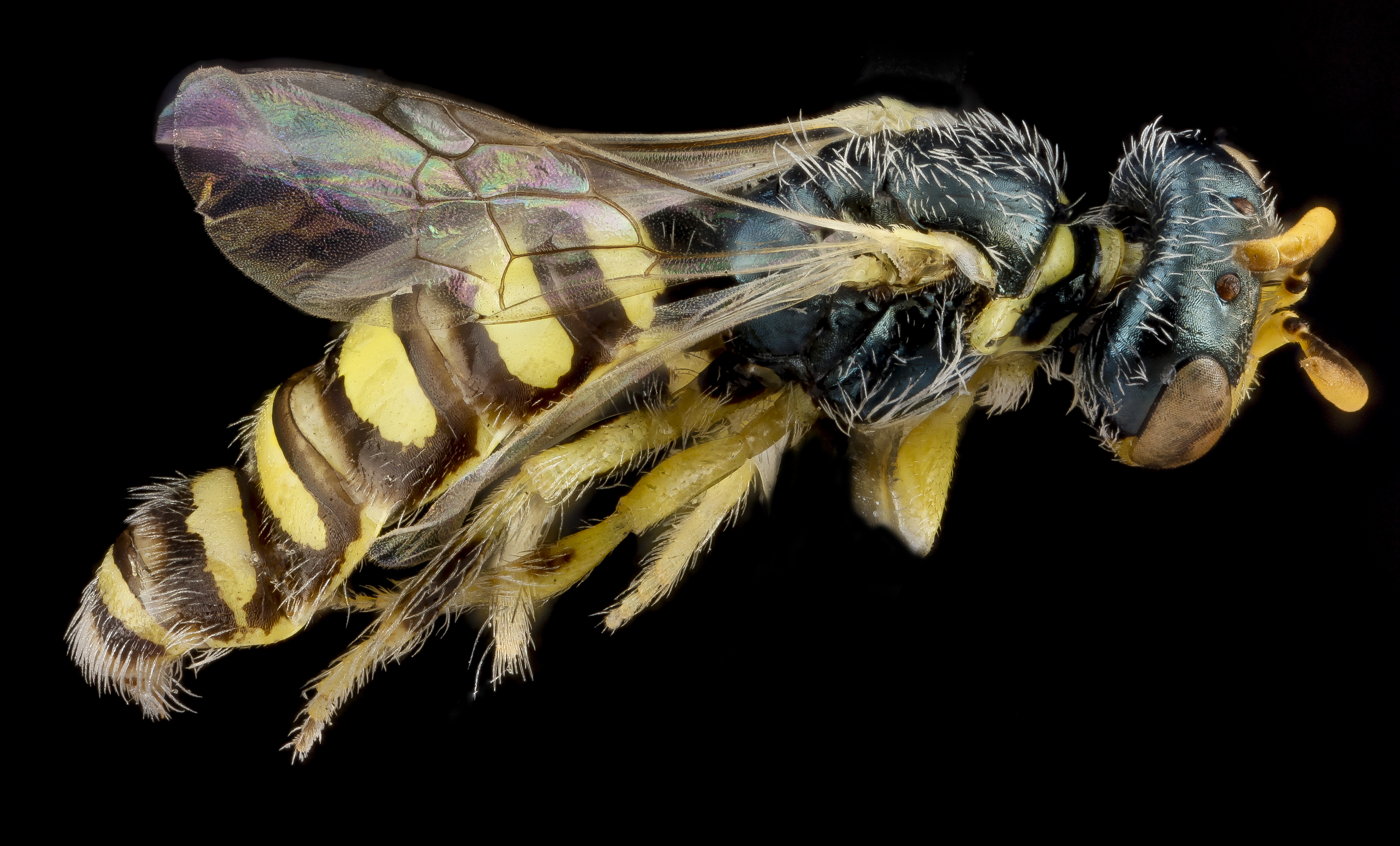
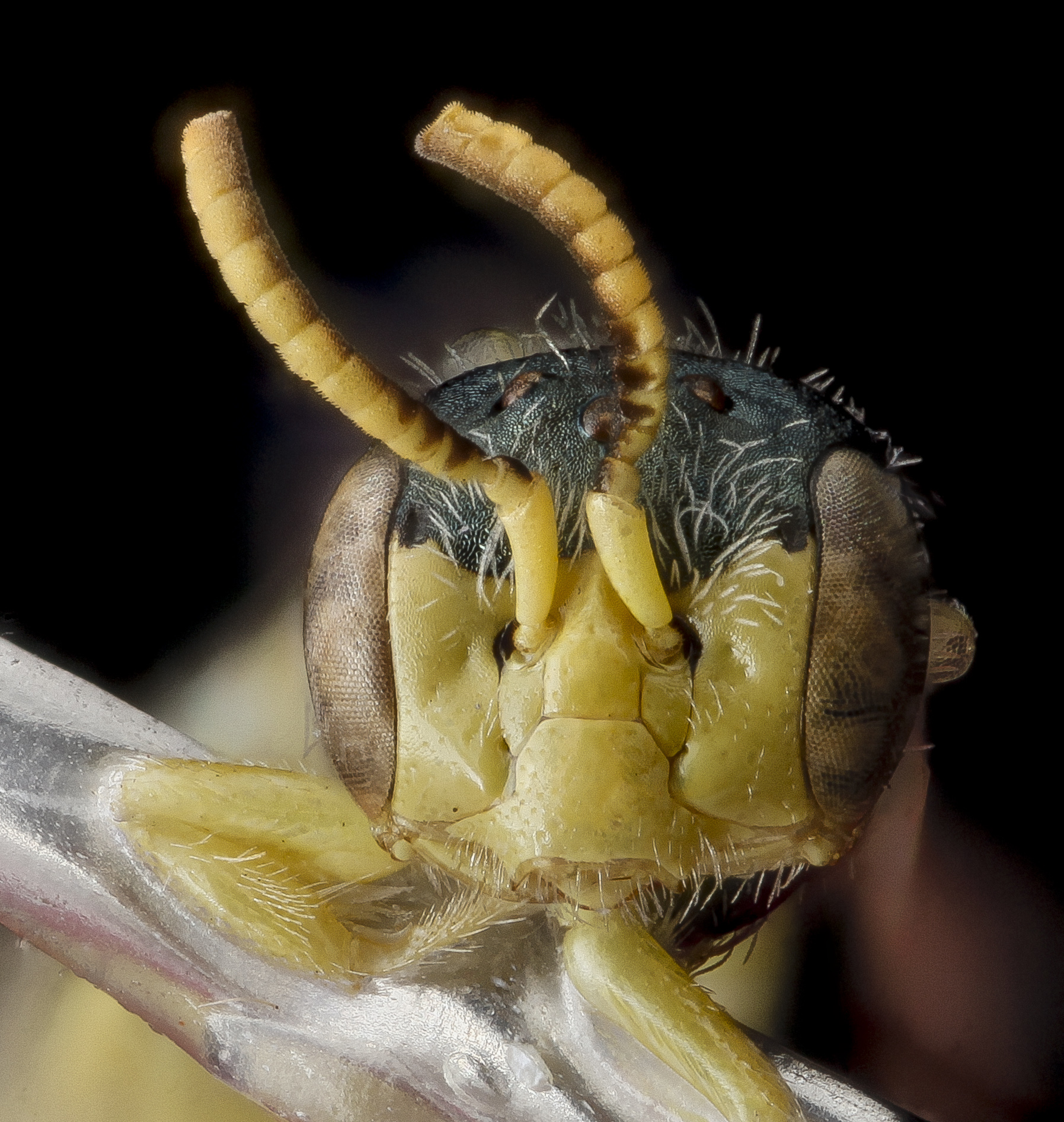